# JUKI
JUKI株式会社（ジューキ、英称：JUKI CORPORATION）は、東京都多摩市に本社を置く日本の製造業である。
主力事業の工業用ミシンのシェアは世界1位。世界中の有名アパレルブランドで使われている。日本以外にもアメリカ、ヨーロッパ、アジア、中国にグループ企業を展開する。
呼称はアルファベットのJUKIを用いている。

## 概説
創設は1938年12月。日中戦争（社史では太平洋戦争）中に陸軍が使用する九二式重機関銃および九九式短小銃を生産するために東京重機製造工業組合として設立され、1943年に東京重機工業株式会社に改称。戦後に武器製造は中止し、使用していた工作機械を活用しミシンを作り始めた。
1947年に家庭用ミシンを発売。その性能が高く評価され通商産業大臣賞を受賞。1950年の第一回お年玉付郵便はがきの特等賞品に採用され、その後1952年から1955年まで連続して特等賞品に採用されている。
1953年に工業用ミシン事業に参入。同時に世界への輸出も推進し、現在では子会社のJUKI販売に分社化したものの、JUKI直営当時より福岡県久留米市や大阪府吹田市など、日本の主要都市に営業部門の拠点を置いている他、アメリカ、ヨーロッパ、アジア、中国にグループ企業を展開し、180カ国で使用されている。
1969年に「自動糸切り機構」を開発し、この機構を採用したミシンを発売。このミシンが縫製工場に革命を起こし、生産性を大幅に向上させた。現在のファストファッションに代表される安価なアパレル品を実現するきっかけを作った。このミシンの開発秘話が2005年4月、NHKの番組「プロジェクトX〜挑戦者たち〜」にて「ブランドミシン誕生」として紹介された。
1987年からチップマウンター（電子部品の実装機）の製造にも着手して多角化を開始。2014年にはソニーイーエムシーエス（後のソニーグローバルマニュファクチャリング&オペレーションズ）の同事業と統合し、合弁会社を設立した。
2022年に三菱電機株式会社の子会社である名菱テクニカ株式会社のノンアパレル事業を統合し、合弁会社を設立した。
2009年12月に、創業の地東京都調布市から多摩市に建設した新社屋に本社・開発機能を移転させた。
日本ではブラザー工業、ジャノメとともに大手3大ミシン会社として名が知れ渡っている。1980年代には冷蔵庫など白物家電の販売も行っていた。

## 沿革
- 1938年12月 - 東京都の機械業者900名が出資し「東京重機製造工業組合」を発足。
- 1943年9月 - 株式会社に改組し、東京重機工業株式会社（略称：東京重機）設立。
- 1947年4月 - 家庭用ミシン発売開始。
- 1953年3月 - 工業用ミシン発売開始。
- 1957年4月 - 単軸回転天秤の発明が恩賜発明賞を受賞。
- 1961年10月 - 東京証券取引所第二部上場。
- 1964年8月 - 東京証券取引所第一部上場。
- 1970年7月 - 日本国外初の販売拠点を香港に設立。
- 1972年4月 - ヨーロッパに販売会社を設立。
- 1974年3月 - アメリカに販売会社を設立。
- 1981年10月 - 工業用ミシン本部がデミング賞（実施賞事業部賞）を受賞。
- 1987年7月 - チップマウンター（電子部品の実装機）発売開始。
- 1988年4月 - 50周年を機にコーポレートアイデンティティ（CI）を刷新、ジューキ株式会社に商号変更[7]。
- 1995年1月 - 日系企業初のベトナム工場設立。
- 1997年12月 - 工業用ミシン「下糸供給装置機構」が機械振興協会賞を受賞。
- 1999年10月 - 工業用ミシン営業部門をジューキ販売（現・JUKI販売）に分社化。その後2011年4月に家庭用ミシン営業部門も統合し、親会社製品のミシン販売会社となる。
- 2001年1月 - 中国のグループ会社を統括する投資会社を設立。
- 2005年7月4日 - JUKI株式会社に商号変更[8]。
- 2009年12月 - 本店を東京都調布市国領町八丁目2番地の1から、多摩ニュータウン内に位置する多摩市鶴牧に建設した新社屋に移転。
- 2014年3月 - JUKIオートメーションシステムズ株式会社とソニーイーエムシーエスの実装機器事業部門を統合。
- 2022年7月 - 三菱電機子会社の名菱テクニカと工業用ミシン事業を取り扱う合弁会社を設立。
- 2023年8月 - 株式会社PEGASUSと資本業務提携契約を締結
- 2024年6月 - インドに設立した工場で工業用ミシンの生産開始

## 主要事業所
- 本社 
  - 東京都多摩市鶴牧2-11-1
- 大田原工場 
  - 栃木県大田原市北金丸1863

## 主要工場
- JUKI産機テクノロジー株式会社（秋田県）
- JUKI松江株式会社（島根県）
- 重機（中国）投資有限公司（中国）
- 重機（廊坊）工業有限公司（中国）
- 重機（上海）工業有限公司（中国）
- JUKIベトナム株式会社（ベトナム）

## 販売拠点
- 日本
- 中華人民共和国
- シンガポール
- ベトナム
- バングラデシュ
- タイ
- 台湾
- ミャンマー
- カンボジア
- インドネシア
- アラブ首長国連邦
- パキスタン
- インド
- ロシア
- ベラルーシ
- ポーランド
- イタリア
- ドイツ
- エチオピア
- アメリカ合衆国
- メキシコ
- ペルー
- コロンビア

## 主要製品
- 工業用ミシン
- 家庭用ミシン
- 職業用ミシン
- 小型ロックミシン
- チップマウンター（電子部品の実装機）
- データエントリー装置